# Elis Almgren
Karl August Elis Almgren, född den 25 juni 1886 i Bro församling, Uppsala län, död den 25 maj 1958 i Örebro, var en svensk ämbetsman. Han var måg till Hugo Sandén.
Almgren avlade mogenhetsexamen i Uppsala 1905 och juris kandidatexamen vid Uppsala universitet 1909. Han blev länsnotarie av första klassen i Skaraborgs län 1918 och länsassessor i Västerbottens län 1924. Almgren var landssekreterare i sistnämnda län 1934–1940 och i Örebro län 1940–1951. Han blev riddare av Nordstjärneorden 1939 och kommendör av andra klassen av samma orden 1948. Almgren vilar på Norra kyrkogården i Örebro.